# Axel Andersson (Lillie af Ökna)
Axel Andersson (Lillie af Ökna), död omkring 1546, var ett svenskt riksråd, lagman och häradshövding.
Axel Andersson var riksråd vid riksdagen i Strängnäs 1523, lagman i Upplands lagsaga 1530–1544. och innehade häradsrätten i Rasbo härad 1534–1536.
Han erhöll Länna gård i Almunge socken i förläning 1523.